# Podnoszenie ciężarów na Letnich Igrzyskach Olimpijskich 1984 – II waga ciężka mężczyzn
Rywalizacja w wadze do 110 kg mężczyzn w podnoszeniu ciężarów na Letnich Igrzyskach Olimpijskich 1984 odbyła się 7 sierpnia 1984 roku w hali Gersten Pavilion. W rywalizacji wystartowało 15 zawodników z 12 krajów. Tytułu sprzed czterech lat nie obronił Leanid Taranienka z ZSRR, który tym razem nie startował. Nowym mistrzem olimpijskim został Włoch Norberto Oberburger, srebrny medal wywalczył Rumun Ștefan Tașnadi, a trzecie miejsce zajął Guy Carlton z USA.

## Wyniki
| Pozycja | Zawodnik             | Reprezentacja     | Waga   | Rwanie | Rwanie | Rwanie | Podrzut | Podrzut | Podrzut | Wynik |
| Pozycja | Zawodnik             | Reprezentacja     | Waga   | 1      | 2      | 3      | 1       | 2       | 3       | Wynik |
| ------- | -------------------- | ----------------- | ------ | ------ | ------ | ------ | ------- | ------- | ------- | ----- |
| 1. !    | Norberto Oberburger  | Włochy            | 104,55 | 170,0  | 175,0  | 180,0  | 205,0   | 210,0   | 215,0   | 390,0 |
| 2. !    | Ștefan Tașnadi       | Rumunia           | 110,00 | 167,5  | 172,5  | 172,5  | 205,0   | 212,5   | 215,0   | 380,0 |
| 3. !    | Guy Carlton          | Stany Zjednoczone | 108,75 | 162,5  | 162,5  | 167,5  | 205,0   | 210,0   | 225,0   | 377,5 |
| 4       | Frank Seipelt        | RFN               | 100,60 | 150,0  | 155,0  | 160,0  | 200,0   | 207,5   | 212,5   | 367,5 |
| 5       | Albert Squires       | Kanada            | 105,50 | 155,0  | 160,0  | 165,0  | 195,0   | 200,0   | 205,0   | 365,0 |
| 6       | Ric Eaton            | Stany Zjednoczone | 109,90 | 152,5  | 157,5  | 157,5  | 192,5   | 197,5   | 200,0   | 352,5 |
| 7       | Janis Jerondas       | Grecja            | 103,20 | 147,5  | 152,5  | 152,5  | 190,0   | 197,5   | 202,5   | 350,0 |
| 8       | Olaf Peters          | RFN               | 102,90 | 152,5  | 157,5  | 157,5  | 190,0   | 190,0   | 195,0   | 347,5 |
| 9       | Calvin Stamp         | Jamajka           | 104,90 | 135,0  | 140,0  | 145,0  | 180,0   | 185,0   | 187,5   | 330,0 |
| 10      | Abuaihuda Ozon       | Syria             | 108,15 | 140,0  | 145,0  | 147,5  | 170,0   | 175,0   | 175,0   | 315,0 |
| –       | Gary Taylor          | Wielka Brytania   | 106,70 | 170,0  | 175,0  | 175,0  | 195,0   | 195,0   | 202,5   | —     |
| –       | Ashraf Mohamed       | Egipt             | 102,05 | 135,0  | 135,0  | 135,0  | 180,0   | 190,0   | 190,0   | —     |
| –       | Jeorjos Panajiotakis | Grecja            | 101,40 | 155,0  | 160,0  | 162,5  | 187,5   | 187,5   | 187,5   | —     |
| –       | John Kyazze          | Uganda            | 102,60 | 92,5   | 95,0   | -      | 115,0   | 120,0   | 120,0   | —     |
| –       | Göran Pettersson     | Szwecja           | 108,50 | 155,0  | 165,0  | 177,5  | 185,0   | 195,0   | 205,0   | DSQ   |